# جیریسان (مجموعه تلویزیونی)
جیریسان (کره‌ای: 지리산; هانجا: 智異山; لاتین‌نویسی اصلاح‌شده: Jirisan; ت.ت. 'کوه جیری') یک مجموعهٔ تلویزیونی کره جنوبی با ایفای نقش جون جی-هیون و جو جی هون است. این مجموعه که در دومین کوه بلند کره جنوبی قرار گرفته و به نام آن نامگذاری شده‌است، به عنوان «درام ویژهٔ پانزدهمین سالگرد تی‌وی‌ان» شناخته می‌شود. این مجموعه از ۲۳ اکتبر تا ۱۲ دسامبر ۲۰۲۱، شنبه و یکشنبه‌ها ساعت ۲۱:۰۰ (کی‌اس‌تی) از تی‌وی‌ان روی آنتن رفت. این مجموعه در آی‌چی‌یی برای استریم در سراسر جهان در دسترس است.

## بازیگران

### بازیگران اصلی
- جون جی-هیون در نقش سو یی-کانگ
  - کیم دو-یون در نقش نوجوانی سو یی-کانگ[۹]
  - کانگ جی-وو در نقش نوجوانی سو یی-کانگ
- جو جی هون در نقش کانگ هیون-جو

### بازیگران مکمل

#### واحد هه‌دونگ و پناهگاه بیدام
- سونگ دونگ ایل در نقش جو ده-جین
- اوه جونگ سه در نقش جونگ گو-یونگ
- جو هان-چول در نقش پارک ایل-هه[۱۰]
- جو مین-کیونگ در نقش لی یانگ-سون[۱۰]
- گو مین شی در نقش لی دا-وون[۱۰]

#### اداره جون‌بوک
- لی گا-سوب در نقش کیم سول،[۱۰]
- جو جین-مو در نقش کیم گه-هی
- کیم گوک-هی در نقش دکتر یون سو-جین[۱۱]

#### مردم در روستای هه‌دونگ
- کیم یونگ-اوک در نقش لی مون-اوک, مادر بزرگ یی-کانگ و و صاحب یک رستوران در این روستا[۱۰]
- جو سوک-هو در نقش کیم وونگ-سون، یک افسر پلیس[۱۰]
- هان دونگ-هو در نقش پارک یون-کیونگ

### سایر بازیگران
- یون جی-اون در نقش سه-ووک
- سون سوک-کو در نقش لیم چول هیونگ[۱۲]
  - چوی هیون ووک در نقش نوجوانی لیم چول-هیونگ[۱۳]

### حضور افتخاری
- پارک هوان-هی در نقش هی-وون[۱۴]
- سو هه وون در نقش هونگ یونگ-می
- کیم مین-هو در نقش کیم کی-چانگ[۱۵]
- ریو سونگ ریونگ در نقش راوی[۱۶]
- یه سو-جونگ در نقش گوم-ری[۱۷]
- لی چه-کیونگ در نقش زن ایل-مان، رئیس یک مرکز بهداشتی که با گرفتن غیرقانونی مارها امرار معاش می‌کند.[۱۸]
- گونگ سونگ-ها در نقش جونگ سو-مین[۱۹]
- جی سونگ-هیون در نقش کیم نام-شیک[۲۰]
- یون جونگ-سوک در نقش ته-جو[۲۱]
- جو وان-کی در نقش کیم جه-گیوم[۲۲]
- لی سون-بین در نقش کانگ سونگ-آه، خواهر کانگ هیون-جو[۲۳]
- کیم کپ سو در نقش پدر کانگ هیون-جو[۲۳]
- نام گی ئه در نقش مادر کانگ هیون-جو[۲۴]

## آمار بینندگان
| فصل | فصل | شمارهٔ قسمت | شمارهٔ قسمت | شمارهٔ قسمت | شمارهٔ قسمت | شمارهٔ قسمت | شمارهٔ قسمت | شمارهٔ قسمت | شمارهٔ قسمت | شمارهٔ قسمت | شمارهٔ قسمت | شمارهٔ قسمت | شمارهٔ قسمت | شمارهٔ قسمت | شمارهٔ قسمت | شمارهٔ قسمت | شمارهٔ قسمت | میانگین |
| فصل | فصل | ۱          | ۲          | ۳          | ۴          | ۵          | ۶          | ۷          | ۸          | ۹          | ۱۰         | ۱۱         | ۱۲         | ۱۳         | ۱۴         | ۱۵         | ۱۶         | میانگین |
| --- | --- | ---------- | ---------- | ---------- | ---------- | ---------- | ---------- | ---------- | ---------- | ---------- | ---------- | ---------- | ---------- | ---------- | ---------- | ---------- | ---------- | ------- |
|     | ۱   | ۲٫۳۲۰      | ۲٫۵۸۶      | ۱٫۹۷۳      | ۲٫۱۷۴      | ۱٫۹۵۱      | ۲٫۱۲۴      | ۱٫۹۳۸      | ۱٫۹۷۴      | ۱٫۸۵۶      | ۲٫۰۲۷      | ۱٫۷۴۳      | ۲٫۰۰۳      | ۱٫۷۸۷      | ۱٫۹۰۰      | ۱٫۸۲۹      | ۲٫۲۸۴      | ۲٫۰۲۹   |

| قسمت | تاریخ پخش اصلی | میانگین سهم مخاطب (Nielsen Korea) | میانگین سهم مخاطب (Nielsen Korea) |
| قسمت | تاریخ پخش اصلی | سراسر کشور                        | سئول                              |
| --- | -------------- | --------------------------------- | --------------------------------- |
| ۱ | ۲۳ اکتبر ۲۰۲۱  | ۹٫۰۹۷٪ (اول)                      | ۹٫۶۷۱٪ (اول)                      |
| ۲ | ۲۴ اکتبر ۲۰۲۱  | ۱۰٫۶۶۳٪ (اول)                     | ۱۲٫۲۲۶٪ (اول)                     |
| ۳ | ۳۰ اکتبر ۲۰۲۱  | ۷٫۸۵۰٪ (اول)                      | ۸٫۱۴۱٪ (اول)                      |
| ۴ | ۳۱ اکتبر ۲۰۲۱  | ۹٫۳۸۴٪ (اول)                      | ۱۰٫۳۴۸٪ (اول)                     |
| ۵ | ۶ نوامبر ۲۰۲۱  | ۷٫۹۶۶٪ (اول)                      | ۸٫۰۵۵٪ (اول)                      |
| ۶ | ۷ نوامبر ۲۰۲۱  | ۸٫۹۲۲٪ (اول)                      | ۹٫۵۰۷٪ (اول)                      |
| ۷ | ۱۳ نوامبر ۲۰۲۱ | ۷٫۸۷۰٪ (اول)                      | ۸٫۴۷۶٪ (اول)                      |
| ۸ | ۱۴ نوامبر ۲۰۲۱ | ۷٫۹۰۸٪ (اول)                      | ۹٫۰۷۶٪ (اول)                      |
| ۹ | ۲۰ نوامبر ۲۰۲۱ | ۷٫۷۶۲٪ (اول)                      | ۸٫۴۶۷٪ (اول)                      |
| ۱۰ | ۲۱ نوامبر ۲۰۲۱ | ۸٫۲۶۱٪ (اول)                      | ۹٫۰۵۴٪ (اول)                      |
| ۱۱ | ۲۷ نوامبر ۲۰۲۱ | ۷٫۵۶۲٪ (اول)                      | ۸٫۰۰۹٪ (اول)                      |
| ۱۲ | ۲۸ نوامبر ۲۰۲۱ | ۸٫۱۰۵٪ (اول)                      | ۸٫۶۵۶٪ (اول)                      |
| ۱۳ | ۴ دسامبر ۲۰۲۱  | ۷٫۷۴۱٪ (اول)                      | ۸٫۹۷۸٪ (اول)                      |
| ۱۴ | ۵ دسامبر ۲۰۲۱  | ۸٫۲۱۲٪ (اول)                      | ۸٫۶۲۶٪ (اول)                      |
| ۱۵ | ۱۱ دسامبر ۲۰۲۱ | ۷٫۶۳۶٪ (اول)                      | ۸٫۲۴۳٪ (اول)                      |
| ۱۶ | ۱۲ دسامبر ۲۰۲۱ | ۹٫۲۲۵٪ (اول)                      | ۱۰٫۱۱۴٪ (اول)                     |
| میانگین | میانگین        | ۸٫۳۸۵٪                            | ۹٫۱۰۳٪                            |
| - در جدول بالا، اعداد آبی کمترین رتبه را دارند و اعداد قرمز بیشترین رتبه را نشان می‌دهند. - این درام از یک کانال کابلی/پولی تلویزیون پخش می‌شود که به‌طور معمول در مقایسه با تلویزیون آزاد/پخش کننده‌های عمومی (اس‌بی‌اس، کی‌بی‌اس، ام‌بی‌سی و ئی‌بی‌اس) مخاطبان نسبتاً کمتری دارد. |                |                                   |                                   |